# Chris Mosier
Chris Mosier (* 1980 Chicago, Illinois) je americký transgenderový sportovec (triatlonista), trenér, učitel a zakladatel serveru TransAthlete.com, historicky první transgender člen olympijského týmu Spojených států amerických při Letních olympijských hrách 2016 v Rio de Janeiru.
Na Northern Michigan University se potkal se svou pozdější manželkou Zhen Heinemann, v roce 2010 prošel přeměnou v mužské tělo.